# 神奈川県小学校一覧
神奈川県小学校一覧（かながわけんしょうがっこういちらん）は、神奈川県の小学校および義務教育学校（前期課程）の一覧。

## 国立小学校
- 横浜国立大学教育学部附属横浜小学校
- 横浜国立大学教育学部附属鎌倉小学校

## 公立小学校・義務教育学校

### 横浜市

#### 鶴見区
- 横浜市立末吉小学校
- 横浜市立上末吉小学校
- 横浜市立下末吉小学校
- 横浜市立市場小学校
- 横浜市立市場小学校けやき分校
- 横浜市立潮田小学校
- 横浜市立東台小学校
- 横浜市立旭小学校
- 横浜市立生麦小学校
- 横浜市立豊岡小学校
- 横浜市立下野谷小学校
- 横浜市立入船小学校
- 横浜市立鶴見小学校
- 横浜市立新鶴見小学校
- 横浜市立平安小学校
- 横浜市立岸谷小学校
- 横浜市立矢向小学校
- 横浜市立寺尾小学校
- 横浜市立上寺尾小学校
- 横浜市立汐入小学校
- 横浜市立馬場小学校
- 横浜市立駒岡小学校
- 横浜市立獅子ヶ谷小学校

#### 神奈川区
- 横浜市立神大寺小学校
- 横浜市立南神大寺小学校
- 横浜市立三ツ沢小学校
- 横浜市立幸ヶ谷小学校
- 横浜市立斎藤分小学校
- 横浜市立神奈川小学校
- 横浜市立浦島小学校
- 横浜市立二谷小学校
- 横浜市立神橋小学校
- 横浜市立中丸小学校
- 横浜市立青木小学校
- 横浜市立羽沢小学校
- 横浜市立白幡小学校
- 横浜市立子安小学校
- 横浜市立大口台小学校
- 横浜市立西寺尾小学校
- 横浜市立西寺尾第二小学校
- 横浜市立菅田の丘小学校

#### 西区
- 横浜市立東小学校
- 横浜市立一本松小学校
- 横浜市立稲荷台小学校
- 横浜市立浅間台小学校
- 横浜市立戸部小学校
- 横浜市立西前小学校
- 横浜市立平沼小学校
- 横浜市立宮谷小学校
- 横浜市立みなとみらい本町小学校

#### 中区
- 横浜市立大鳥小学校
- 横浜市立北方小学校
- 横浜市立立野小学校
- 横浜市立本町小学校
- 横浜市立本牧小学校
- 横浜市立本牧南小学校
- 横浜市立間門小学校
- 横浜市立元街小学校
- 横浜市立山元小学校

#### 保土ケ谷区
- 横浜市立新井小学校
  - 横浜市立新井小学校桜坂分校[1]
- 横浜市立今井小学校
- 横浜市立岩崎小学校
- 横浜市立帷子小学校
- 横浜市立上菅田笹の丘小学校
- 横浜市立上星川小学校
- 横浜市立川島小学校
- 横浜市立権太坂小学校
- 横浜市立境木小学校
- 横浜市立坂本小学校
- 横浜市立桜台小学校
- 横浜市立瀬戸ヶ谷小学校
- 横浜市立常盤台小学校
- 横浜市立初音が丘小学校
- 横浜市立藤塚小学校
- 横浜市立富士見台小学校
- 横浜市立仏向小学校
- 横浜市立保土ケ谷小学校
- 横浜市立星川小学校
- 横浜市立峯小学校

#### 磯子区
- 横浜市立磯子小学校
- 横浜市立岡村小学校
- 横浜市立さわの里小学校
- 横浜市立山王台小学校
- 横浜市立汐見台小学校
- 横浜市立杉田小学校
- 横浜市立滝頭小学校
- 横浜市立根岸小学校
- 横浜市立浜小学校
- 横浜市立梅林小学校
- 横浜市立屏風浦小学校
- 横浜市立森東小学校
- 横浜市立洋光台第一小学校
- 横浜市立洋光台第二小学校
- 横浜市立洋光台第三小学校
- 横浜市立洋光台第四小学校

#### 青葉区
- 横浜市立青葉台小学校
- 横浜市立あざみ野第一小学校
- 横浜市立あざみ野第二小学校
- 横浜市立市ヶ尾小学校
- 横浜市立美しが丘小学校
- 横浜市立美しが丘東小学校
- 横浜市立美しが丘西小学校
- 横浜市立荏子田小学校
- 横浜市立荏田西小学校
- 横浜市立榎が丘小学校
- 横浜市立恩田小学校
- 横浜市立桂小学校
- 横浜市立鴨志田第一小学校
- 横浜市立鴨志田緑小学校
- 横浜市立鉄小学校
- 横浜市立黒須田小学校
- 横浜市立嶮山小学校
- 横浜市立さつきが丘小学校
- 横浜市立新石川小学校
- 横浜市立すすき野小学校
- 横浜市立田奈小学校
- 横浜市立つつじが丘小学校
- 横浜市立奈良小学校
- 横浜市立奈良の丘小学校
- 横浜市立東市ヶ尾小学校
- 横浜市立藤が丘小学校
- 横浜市立みたけ台小学校
- 横浜市立もえぎ野小学校
- 横浜市立元石川小学校
- 横浜市立山内小学校
- 横浜市立谷本小学校

#### 旭区
- 横浜市立市沢小学校
- 横浜市立今宿小学校
- 横浜市立今宿南小学校
- 横浜市立四季の森小学校
- 横浜市立上川井小学校
- 横浜市立上白根小学校
- 横浜市立川井小学校
- 横浜市立希望ヶ丘小学校
- 横浜市立左近山小学校
- 横浜市立笹野台小学校
- 横浜市立さちが丘小学校
- 横浜市立白根小学校
- 横浜市立善部小学校
- 横浜市立都岡小学校
- 横浜市立鶴ヶ峯小学校
- 横浜市立中尾小学校
- 横浜市立中沢小学校
- 横浜市立東希望が丘小学校
- 横浜市立二俣川小学校
- 横浜市立不動丸小学校
- 横浜市立本宿小学校
- 横浜市立南本宿小学校
- 横浜市立万騎が原小学校
- 横浜市立若葉台小学校

#### 金沢区
- 横浜市立六浦小学校
- 横浜市立瀬ヶ崎小学校
- 横浜市立六浦南小学校
- 横浜市立朝比奈小学校
- 横浜市立大道小学校
- 横浜市立高舟台小学校
- 横浜市立釜利谷小学校
- 横浜市立義務教育学校西金沢学園
- 横浜市立釜利谷東小学校
- 横浜市立釜利谷南小学校
- 横浜市立小田小学校
- 横浜市立富岡小学校
- 横浜市立並木第一小学校
- 横浜市立並木中央小学校
- 横浜市立並木第四小学校
- 横浜市立西柴小学校
- 横浜市立能見台小学校
- 横浜市立八景小学校
- 横浜市立金沢小学校
- 横浜市立文庫小学校
- 横浜市立能見台南小学校
- 横浜市立西富岡小学校

#### 港北区
- 横浜市立篠原小学校
- 横浜市立篠原西小学校
- 横浜市立大綱小学校
- 横浜市立菊名小学校
- 横浜市立師岡小学校
- 横浜市立港北小学校
- 横浜市立綱島小学校
- 横浜市立綱島東小学校
- 横浜市立北綱島小学校
- 横浜市立駒林小学校
- 横浜市立小机小学校
- 横浜市立下田小学校
- 横浜市立高田小学校
- 横浜市立高田東小学校
- 横浜市立新吉田小学校
- 横浜市立新吉田第二小学校
- 横浜市立新田小学校
- 横浜市立新羽小学校
- 横浜市立日吉台小学校
- 横浜市立日吉南小学校
- 横浜市立大曽根小学校
- 横浜市立太尾小学校
- 横浜市立大豆戸小学校
- 横浜市立城郷小学校
- 横浜市立矢上小学校
- 横浜市立箕輪小学校

#### 都筑区
- 横浜市立山田小学校
- 横浜市立北山田小学校
- 横浜市立南山田小学校
- 横浜市立東山田小学校
- 横浜市立すみれが丘小学校
- 横浜市立勝田小学校
- 横浜市立中川小学校
- 横浜市立中川西小学校
- 横浜市立茅ヶ崎小学校
- 横浜市立茅ヶ崎東小学校
- 横浜市立茅ヶ崎台小学校
- 横浜市立牛久保小学校
- 横浜市立荏田小学校
- 横浜市立荏田東第一小学校
- 横浜市立荏田南小学校
- 横浜市立都田小学校
- 横浜市立都田西小学校
- 横浜市立川和小学校
- 横浜市立川和東小学校
- 横浜市立折本小学校
- 横浜市立都筑小学校
- 横浜市立つづきの丘小学校

#### 緑区
- 横浜市立上山小学校
- 横浜市立鴨居小学校
- 横浜市立いぶき野小学校
- 横浜市立義務教育学校霧が丘学園
- 横浜市立長津田小学校
- 横浜市立長津田第二小学校
- 横浜市立森の台小学校
- 横浜市立三保小学校
- 横浜市立竹山小学校
- 横浜市立中山小学校
- 横浜市立山下みどり台小学校
- 横浜市立山下小学校
- 横浜市立十日市場小学校
- 横浜市立東本郷小学校
- 横浜市立緑小学校
- 横浜市立新治小学校

#### 港南区
- 横浜市立永谷小学校
- 横浜市立永野小学校
- 横浜市立下永谷小学校
- 横浜市立下野庭小学校
- 横浜市立丸山台小学校
- 横浜市立吉原小学校
- 横浜市立芹が谷小学校
- 横浜市立芹が谷南小学校
- 横浜市立港南台第一小学校
- 横浜市立港南台第二小学校
- 横浜市立港南台第三小学校
- 横浜市立桜岡小学校
- 横浜市立小坪小学校
- 横浜市立上大岡小学校
- 横浜市立相武山小学校
- 横浜市立南台小学校
- 横浜市立日下小学校
- 横浜市立日限山小学校
- 横浜市立日野小学校
- 横浜市立日野南小学校
- 横浜市立野庭すずかけ小学校

#### 栄区
- 横浜市立飯島小学校
- 横浜市立笠間小学校
- 横浜市立桂台小学校
- 横浜市立上郷小学校
- 横浜市立公田小学校
- 横浜市立小菅ヶ谷小学校
- 横浜市立小山台小学校
- 横浜市立桜井小学校
- 横浜市立庄戸小学校
- 横浜市立千秀小学校
- 横浜市立豊田小学校
- 横浜市立西本郷小学校
- 横浜市立本郷小学校
- 横浜市立本郷台小学校

#### 瀬谷区
- 横浜市立相沢小学校
- 横浜市立阿久和小学校
- 横浜市立上瀬谷小学校
- 横浜市立瀬谷小学校
- 横浜市立瀬谷第二小学校
- 横浜市立大門小学校
- 横浜市立原小学校
- 横浜市立瀬谷さくら小学校
- 横浜市立二つ橋小学校
- 横浜市立三ツ境小学校
- 横浜市立南瀬谷小学校

#### 南区
- 横浜市立石川小学校
- 横浜市立藤の木小学校
- 横浜市立六つ川小学校
- 横浜市立六つ川台小学校
- 横浜市立六つ川西小学校
- 横浜市立蒔田小学校
- 横浜市立南小学校
- 横浜市立日枝小学校
- 横浜市立南太田小学校
- 横浜市立井土ケ谷小学校
- 横浜市立永田小学校
- 横浜市立永田台小学校
- 横浜市立中村小学校
- 横浜市立別所小学校
- 横浜市立南吉田小学校
- 横浜市立大岡小学校
- 横浜市立太田小学校

#### 戸塚区
- 横浜市立東戸塚小学校
- 横浜市立汲沢小学校
- 横浜市立上矢部小学校
- 横浜市立東汲沢小学校
- 横浜市立舞岡小学校
- 横浜市立倉田小学校
- 横浜市立鳥が丘小学校
- 横浜市立矢部小学校
- 横浜市立柏尾小学校
- 横浜市立南戸塚小学校
- 横浜市立秋葉小学校
- 横浜市立品濃小学校
- 横浜市立東俣野小学校
- 横浜市立小雀小学校
- 横浜市立名瀬小学校
- 横浜市立川上小学校
- 横浜市立川上北小学校
- 横浜市立大正小学校
- 横浜市立下郷小学校
- 横浜市立戸塚小学校
- 横浜市立平戸小学校
- 横浜市立深谷小学校
- 横浜市立平戸台小学校
- 横浜市立南舞岡小学校
- 横浜市立横浜深谷台小学校
- 横浜市立東品濃小学校
- 横浜市立境木小学校

#### 泉区
- 横浜市立いずみ野小学校
- 横浜市立新橋小学校
- 横浜市立飯田北いちょう小学校
- 横浜市立中田小学校
- 横浜市立中和田南小学校
- 横浜市立和泉小学校
- 横浜市立葛野小学校
- 横浜市立伊勢山小学校
- 横浜市立岡津小学校
- 横浜市立緑園義務教育学校
- 横浜市立西が岡小学校
- 横浜市立中和田小学校
- 横浜市立上飯田小学校
- 横浜市立下和泉小学校
- 横浜市立東中田小学校

### 川崎市

#### 川崎区
- 川崎市立殿町小学校
- 川崎市立四谷小学校
- 川崎市立東門前小学校
- 川崎市立大師小学校
- 川崎市立川中島小学校
- 川崎市立藤崎小学校
- 川崎市立さくら小学校
- 川崎市立大島小学校
- 川崎市立渡田小学校
- 川崎市立東小田小学校
- 川崎市立小田小学校
- 川崎市立浅田小学校
- 川崎市立東大島小学校
- 川崎市立向小学校
- 川崎市立田島小学校
- 川崎市立新町小学校
- 川崎市立旭町小学校
- 川崎市立宮前小学校
- 川崎市立川崎小学校
- 川崎市立京町小学校

#### 幸区
- 川崎市立幸町小学校
- 川崎市立南河原小学校
- 川崎市立御幸小学校
- 川崎市立西御幸小学校
- 川崎市立戸手小学校
- 川崎市立古川小学校
- 川崎市立東小倉小学校
- 川崎市立下平間小学校
- 川崎市立古市場小学校
- 川崎市立日吉小学校
- 川崎市立小倉小学校
- 川崎市立南加瀬小学校
- 川崎市立夢見ヶ崎小学校

#### 中原区
- 川崎市立下河原小学校
- 川崎市立平間小学校
- 川崎市立玉川小学校
- 川崎市立下沼部小学校
- 川崎市立苅宿小学校
- 川崎市立木月小学校
- 川崎市立東住吉小学校
- 川崎市立住吉小学校
- 川崎市立井田小学校
- 川崎市立今井小学校
- 川崎市立上丸子小学校
- 川崎市立西丸子小学校
- 川崎市立中原小学校
- 川崎市立小杉小学校
- 川崎市立宮内小学校
- 川崎市立大戸小学校
- 川崎市立下小田中小学校
- 川崎市立新城小学校
- 川崎市立大谷戸小学校

#### 高津区
- 川崎市立子母口小学校
- 川崎市立橘小学校
- 川崎市立末長小学校
- 川崎市立新作小学校
- 川崎市立東高津小学校
- 川崎市立坂戸小学校
- 川崎市立久本小学校
- 川崎市立下作延小学校
- 川崎市立高津小学校
- 川崎市立梶ヶ谷小学校
- 川崎市立西梶ヶ谷小学校
- 川崎市立久末小学校
- 川崎市立上作延小学校
- 川崎市立南原小学校
- 川崎市立久地小学校

#### 宮前区
- 川崎市立野川小学校
- 川崎市立西野川小学校
- 川崎市立南野川小学校
- 川崎市立宮崎小学校
- 川崎市立鷺沼小学校
- 川崎市立有馬小学校
- 川崎市立西有馬小学校
- 川崎市立富士見台小学校
- 川崎市立宮前平小学校
- 川崎市立宮崎台小学校
- 川崎市立土橋小学校
- 川崎市立向丘小学校
- 川崎市立平小学校
- 川崎市立白幡台小学校
- 川崎市立菅生小学校
- 川崎市立稗原小学校
- 川崎市立犬蔵小学校

#### 多摩区
- 川崎市立稲田小学校
- 川崎市立長尾小学校
- 川崎市立宿河原小学校
- 川崎市立登戸小学校
- 川崎市立中野島小学校
- 川崎市立下布田小学校
- 川崎市立東菅小学校
- 川崎市立南菅小学校
- 川崎市立西菅小学校
- 川崎市立菅小学校
- 川崎市立東生田小学校
- 川崎市立三田小学校
- 川崎市立生田小学校
- 川崎市立南生田小学校

#### 麻生区
- 川崎市立長沢小学校
- 川崎市立西生田小学校
- 川崎市立千代ヶ丘小学校
- 川崎市立金程小学校
- 川崎市立百合丘小学校
- 川崎市立南百合丘小学校
- 川崎市立麻生小学校
- 川崎市立東柿生小学校
- 川崎市立王禅寺中央小学校
- 川崎市立真福寺小学校
- 川崎市立虹ヶ丘小学校
- 川崎市立柿生小学校
- 川崎市立岡上小学校
- 川崎市立片平小学校
- 川崎市立栗木台小学校
- 川崎市立はるひ野小学校

### 相模原市

#### 緑区
- 相模原市立相原小学校
- 相模原市立旭小学校
- 相模原市立内郷小学校
- 相模原市立大沢小学校
- 相模原市立大島小学校
- 相模原市立川尻小学校
- 相模原市立九沢小学校
- 相模原市立串川小学校
- 相模原市立桂北小学校
- 相模原市立広陵小学校
- 相模原市立作の口小学校
- 相模原市立湘南小学校
- 相模原市立当麻田小学校
- 相模原市立千木良小学校
- 相模原市立津久井中央小学校
- 相模原市立鳥屋小学校
- 相模原市立中野小学校
- 相模原市立二本松小学校
- 相模原市立根小屋小学校
- 相模原市立橋本小学校
- 相模原市立広田小学校
- 相模原市立藤野小学校
- 相模原市立藤野北小学校
- 相模原市立藤野南小学校
- 相模原市立宮上小学校

#### 中央区
- 相模原市立青葉小学校
- 相模原市立大野北小学校
- 相模原市立小山小学校
- 相模原市立上溝小学校
- 相模原市立上溝南小学校
- 相模原市立共和小学校
- 相模原市立向陽小学校
- 相模原市立新宿小学校
- 相模原市立清新小学校
- 相模原市立田名小学校
- 相模原市立田名北小学校
- 相模原市立中央小学校
- 相模原市立並木小学校
- 相模原市立光が丘小学校
- 相模原市立富士見小学校
- 相模原市立淵野辺小学校
- 相模原市立淵野辺東小学校
- 相模原市立星が丘小学校
- 相模原市立弥栄小学校
- 相模原市立陽光台小学校
- 相模原市立横山小学校

#### 南区
- 相模原市立麻溝小学校
- 相模原市立新磯小学校
- 相模原市立大沼小学校
- 相模原市立大野小学校
- 相模原市立大野台小学校
- 相模原市立大野台中央小学校
- 相模原市立鹿島台小学校
- 相模原市立上鶴間小学校
- 相模原市立くぬぎ台小学校
- 相模原市立相模台小学校
- 相模原市立桜台小学校
- 相模原市立相武台小学校
- 相模原市立鶴園小学校
- 相模原市立鶴の台小学校
- 相模原市立東林小学校
- 相模原市立双葉小学校
- 相模原市立緑台小学校
- 相模原市立南大野小学校
- 相模原市立もえぎ台小学校
- 相模原市立谷口小学校
- 相模原市立谷口台小学校
- 相模原市立夢の丘小学校
- 相模原市立若草小学校
- 相模原市立若松小学校

### 横須賀市
- 横須賀市立粟田小学校
- 横須賀市立衣笠小学校
- 横須賀市立逸見小学校
- 横須賀市立浦賀小学校
- 横須賀市立浦郷小学校
- 横須賀市立荻野小学校
- 横須賀市立鴨居小学校
- 横須賀市立夏島小学校
- 横須賀市立岩戸小学校
- 横須賀市立久里浜小学校
- 横須賀市立公郷小学校
- 横須賀市立高坂小学校
- 横須賀市立根岸小学校
- 横須賀市立桜小学校
- 横須賀市立山崎小学校
- 横須賀市立汐入小学校
- 横須賀市立小原台小学校
- 横須賀市立城北小学校
- 横須賀市立森崎小学校
- 横須賀市立神明小学校
- 横須賀市立諏訪小学校
- 横須賀市立船越小学校
- 横須賀市立大津小学校
- 横須賀市立大矢部小学校
- 横須賀市立鷹取小学校
- 横須賀市立沢山小学校
- 横須賀市立池上小学校
- 横須賀市立長井小学校
- 横須賀市立長浦小学校
- 横須賀市立津久井小学校
- 横須賀市立追浜小学校
- 横須賀市立田戸小学校
- 横須賀市立馬堀小学校
- 横須賀市立富士見小学校
- 横須賀市立武山小学校
- 横須賀市立豊島小学校
- 横須賀市立望洋小学校
- 横須賀市立北下浦小学校
- 横須賀市立明浜小学校
- 横須賀市立野比小学校
- 横須賀市立野比東小学校
- 横須賀市立大塚台小学校
- 横須賀市立鶴久保小学校
- 横須賀市立大楠小学校

### 平塚市
- 平塚市立なでしこ小学校
- 平塚市立みずほ小学校
- 平塚市立旭小学校
- 平塚市立港小学校
- 平塚市立城島小学校
- 平塚市立岡崎小学校
- 平塚市立花水小学校
- 平塚市立吉沢小学校
- 平塚市立金田小学校
- 平塚市立金目小学校
- 平塚市立山下小学校
- 平塚市立勝原小学校
- 平塚市立松が丘小学校
- 平塚市立松延小学校
- 平塚市立松原小学校
- 平塚市立真土小学校
- 平塚市立神田小学校
- 平塚市立崇善小学校
- 平塚市立相模小学校
- 平塚市立大原小学校
- 平塚市立大野小学校
- 平塚市立中原小学校
- 平塚市立土屋小学校
- 平塚市立南原小学校
- 平塚市立八幡小学校
- 平塚市立富士見小学校
- 平塚市立豊田小学校
- 平塚市立横内小学校

### 鎌倉市
- 鎌倉市立第一小学校
- 鎌倉市立第二小学校
- 鎌倉市立大船小学校
- 鎌倉市立稲村ケ崎小学校
- 鎌倉市立関谷小学校
- 鎌倉市立玉縄小学校
- 鎌倉市立御成小学校
- 鎌倉市立腰越小学校
- 鎌倉市立今泉小学校
- 鎌倉市立山崎小学校
- 鎌倉市立七里ガ浜小学校
- 鎌倉市立小坂小学校
- 鎌倉市立植木小学校
- 鎌倉市立深沢小学校
- 鎌倉市立西鎌倉小学校
- 鎌倉市立富士塚小学校

### 藤沢市
- 藤沢市立羽鳥小学校
- 藤沢市立亀井野小学校
- 藤沢市立駒寄小学校
- 藤沢市立御所見小学校
- 藤沢市立高砂小学校
- 藤沢市立高谷小学校
- 藤沢市立鵠沼小学校
- 藤沢市立鵠南小学校
- 藤沢市立鵠洋小学校
- 藤沢市立秋葉台小学校
- 藤沢市立小糸小学校
- 藤沢市立湘南台小学校
- 藤沢市立新林小学校
- 藤沢市立石川小学校
- 藤沢市立善行小学校
- 藤沢市立村岡小学校
- 藤沢市立大越小学校
- 藤沢市立大鋸小学校
- 藤沢市立大清水小学校
- 藤沢市立大庭小学校
- 藤沢市立大道小学校
- 藤沢市立滝の沢小学校
- 藤沢市立中里小学校
- 藤沢市立長後小学校
- 藤沢市立辻堂小学校
- 藤沢市立天神小学校
- 藤沢市立藤沢小学校
- 藤沢市立八松小学校
- 藤沢市立浜見小学校
- 藤沢市立富士見台小学校
- 藤沢市立片瀬小学校
- 藤沢市立本町小学校
- 藤沢市立俣野小学校
- 藤沢市立明治小学校
- 藤沢市立六会小学校

### 小田原市
- 小田原市立三の丸小学校
- 小田原市立新玉小学校
- 小田原市立足柄小学校
- 小田原市立芦子小学校
- 小田原市立大窪小学校
- 小田原市立早川小学校
- 小田原市立山王小学校
- 小田原市立町田小学校
- 小田原市立久野小学校
- 小田原市立富水小学校
- 小田原市立下府中小学校
- 小田原市立桜井小学校
- 小田原市立下曽我小学校
- 小田原市立国府津小学校
- 小田原市立酒匂小学校
- 小田原市立片浦小学校
- 小田原市立曽我小学校
- 小田原市立東富水小学校
- 小田原市立矢作小学校
- 小田原市立報徳小学校
- 小田原市立豊川小学校
- 小田原市立富士見小学校
- 小田原市立前羽小学校
- 小田原市立下中小学校
- 小田原市立千代小学校

### 茅ヶ崎市
- 茅ヶ崎市立茅ヶ崎小学校
- 茅ヶ崎市立鶴嶺小学校
- 茅ヶ崎市立松林小学校
- 茅ヶ崎市立西浜小学校
- 茅ヶ崎市立小出小学校
- 茅ヶ崎市立松浪小学校
- 茅ヶ崎市立梅田小学校
- 茅ヶ崎市立香川小学校
- 茅ヶ崎市立浜須賀小学校
- 茅ヶ崎市立鶴が台小学校
- 茅ヶ崎市立柳島小学校
- 茅ヶ崎市立小和田小学校
- 茅ヶ崎市立円蔵小学校
- 茅ヶ崎市立今宿小学校
- 茅ヶ崎市立室田小学校
- 茅ヶ崎市立東海岸小学校
- 茅ヶ崎市立浜之郷小学校
- 茅ヶ崎市立緑が浜小学校
- 茅ヶ崎市立汐見台小学校

### 逗子市
- 逗子市立逗子小学校
- 逗子市立久木小学校
- 逗子市立小坪小学校
- 逗子市立沼間小学校
- 逗子市立池子小学校

### 三浦市
- 三浦市立初声小学校
- 三浦市立旭小学校
- 三浦市立岬陽小学校
- 三浦市立三崎小学校
- 三浦市立名向小学校
- 三浦市立上宮田小学校
- 三浦市立南下浦小学校

### 秦野市
- 秦野市立本町小学校
- 秦野市立東小学校
- 秦野市立西小学校
- 秦野市立南小学校
- 秦野市立北小学校
- 秦野市立上小学校
- 秦野市立大根小学校
- 秦野市立鶴巻小学校
- 秦野市立渋沢小学校
- 秦野市立南が丘小学校
- 秦野市立広畑小学校
- 秦野市立末広小学校
- 秦野市立堀川小学校

### 厚木市
- 厚木市立相川小学校
- 厚木市立愛甲小学校
- 厚木市立厚木小学校
- 厚木市立厚木第二小学校
- 厚木市立飯山小学校
- 厚木市立依知小学校
- 厚木市立依知南小学校
- 厚木市立荻野小学校
- 厚木市立上依知小学校
- 厚木市立上荻野小学校
- 厚木市立北小学校
- 厚木市立小鮎小学校
- 厚木市立三田小学校
- 厚木市立清水小学校
- 厚木市立玉川小学校
- 厚木市立妻田小学校
- 厚木市立戸田小学校
- 厚木市立戸室小学校
- 厚木市立南毛利小学校
- 厚木市立緑ケ丘小学校
- 厚木市立毛利台小学校
- 厚木市立森の里小学校

### 大和市
- 大和市立北大和小学校
- 大和市立林間小学校
- 大和市立大和小学校
- 大和市立草柳小学校
- 大和市立深見小学校
- 大和市立桜丘小学校
- 大和市立渋谷小学校
- 大和市立西鶴間小学校
- 大和市立緑野小学校
- 大和市立上和田小学校
- 大和市立柳橋小学校
- 大和市立南林間小学校
- 大和市立福田小学校
- 大和市立大野原小学校
- 大和市立下福田小学校
- 大和市立大和東小学校
- 大和市立文ヶ岡小学校
- 大和市立中央林間小学校
- 大和市立引地台小学校

### 伊勢原市
- 伊勢原市立伊勢原小学校
- 伊勢原市立大山小学校
- 伊勢原市立高部屋小学校
- 伊勢原市立比々多小学校
- 伊勢原市立成瀬小学校
- 伊勢原市立大田小学校
- 伊勢原市立桜台小学校
- 伊勢原市立竹園小学校
- 伊勢原市立緑台小学校
- 伊勢原市立石田小学校

### 海老名市
- 海老名市立海老名小学校
- 海老名市立柏ケ谷小学校
- 海老名市立有鹿小学校
- 海老名市立大谷小学校
- 海老名市立上星小学校
- 海老名市立中新田小学校
- 海老名市立有馬小学校
- 海老名市立社家小学校
- 海老名市立門沢橋小学校
- 海老名市立東柏ケ谷小学校
- 海老名市立杉久保小学校
- 海老名市立今泉小学校
- 海老名市立杉本小学校

### 座間市
- 座間市立座間小学校
- 座間市立栗原小学校
- 座間市立相模野小学校
- 座間市立相武台東小学校
- 座間市立ひばりが丘小学校
- 座間市立東原小学校
- 座間市立相模が丘小学校
- 座間市立立野台小学校
- 座間市立入谷小学校
- 座間市立旭小学校
- 座間市立中原小学校

### 南足柄市
- 南足柄市立岡本小学校
- 南足柄市立岩原小学校
- 南足柄市立向田小学校
- 南足柄市立南足柄小学校
- 南足柄市立福沢小学校
- 南足柄市立北足柄小学校

### 綾瀬市
- 綾瀬市立綾瀬小学校
- 綾瀬市立早園小学校
- 綾瀬市立落合小学校
- 綾瀬市立綾西小学校
- 綾瀬市立寺尾小学校
- 綾瀬市立綾北小学校
- 綾瀬市立天台小学校
- 綾瀬市立綾南小学校
- 綾瀬市立土棚小学校
- 綾瀬市立北の台小学校

### 三浦郡
- 葉山町立葉山小学校
- 葉山町立一色小学校
- 葉山町立上山口小学校
- 葉山町立長柄小学校

### 高座郡
- 寒川町立寒川小学校
- 寒川町立旭小学校
- 寒川町立一之宮小学校
- 寒川町立小谷小学校
- 寒川町立南小学校

### 中郡
- 大磯町立大磯小学校
- 大磯町立国府小学校
- 二宮町立二宮小学校
- 二宮町立一色小学校
- 二宮町立山西小学校

### 足柄上郡
- 中井町立中村小学校
- 中井町立井ノ口小学校
- 大井町立大井小学校
- 大井町立上大井小学校
- 大井町立相和小学校
- 松田町立松田小学校
- 松田町立寄小学校
- 山北町立三保小学校
- 山北町立川村小学校
- 開成町立開成小学校
- 開成町立開成南小学校

### 足柄下郡
- 箱根町立箱根の森小学校
- 箱根町立仙石原小学校
- 箱根町立湯本小学校
- 真鶴町立まなづる小学校
- 湯河原町立湯河原小学校
- 湯河原町立吉浜小学校
- 湯河原町立東台福浦小学校

### 愛甲郡
- 愛川町立半原小学校
- 愛川町立田代小学校
- 愛川町立高峰小学校
- 愛川町立中津小学校
- 愛川町立中津第二小学校
- 愛川町立菅原小学校
- 清川村立緑小学校
- 清川村立宮ヶ瀬小学校

## 私立小学校

### 横浜市
- 青山学院横浜英和小学校
- 関東学院小学校
- 関東学院六浦小学校
- 慶應義塾横浜初等部
- 精華小学校
- 聖ヨゼフ学園小学校
- 捜真小学校
- 桐蔭学園小学部
- 森村学園初等部
- 横浜三育小学校
- 横浜雙葉小学校

### 川崎市
- 大西学園小学校
- カリタス小学校
- 洗足学園小学校
- 桐光学園小学校

### 相模原市
- 相模女子大学小学部
- シュタイナー学園初等部
- LCA国際小学校

### 横須賀市
- 横須賀学院小学校

### 鎌倉市
- 鎌倉女子大学初等部
- 清泉小学校

### 逗子市
- 聖マリア小学校

### 茅ヶ崎市
- 平和学園小学校

### 藤沢市
- 湘南学園小学校
- 湘南白百合学園小学校
- 日本大学藤沢小学校

### 中郡
- 聖ステパノ学園小学校

### 足柄下郡
- 函嶺白百合学園小学校
- 恵明学園小学校

### 大和市
- 聖セシリア小学校

### 厚木市
- 七沢希望の丘初等学校